# Список умерших в 738 году

## Май
- 3 мая — Вашаклахун-Убах-Кавиль, тринадцатый правитель майяского Шукуупского царства.

## Август
- 19 августа:
  - Аэд мак Колгген, правитель Уи Хеннселайг (Южного Лейнстера) (720-е/730-е—738) и король всего Лейнстера (738);
  - Бран Бекк, король Лейнстера (738).

## Декабрь
- 24 декабря — Маслама ибн Абдул-Малик, арабский полководец.

## Дата смерти неизвестна или требует уточнения
- Вахб ибн Мунаббих, учёный-традиционалист, историк, собиратель историй о жизни пророка Мухаммеда и еврейских преданий (исраилият).
- Гурек, один из последних ихшидов Согдианы, правитель Согдианы и афшин Самарканда.
- Кернах мак Фогартайг, король Лагора (Южной Бреги) (737—738).
- Кормесий, хан Болгарии (721—738).
- Свефберт, король Эссекса (715—738).
- Сулук, тюргешский каган (715—738).
- Фаэлан мак Мурхадо, король Лейнстера (728—738).